# 伊勢崎インターチェンジ
伊勢崎インターチェンジ（いせさきインターチェンジ）は、群馬県伊勢崎市三和町にある北関東自動車道のインターチェンジである。

## 歴史
- 2001年（平成13年）3月31日：高崎JCT - 伊勢崎IC間開通に伴い、供用開始[2]。
- 2008年（平成20年）3月8日：伊勢崎IC - 太田桐生IC間開通[2][3]。

## 周辺
- 伊勢崎三和工業団地
  - トラスコ中山プラネット北関東、伊勢崎営業所
  - SANKYOおよびビスティ三和工場
  - オリンピア群馬工場
  - 上毛新聞社印刷センター
- 群馬県農業技術センター
- 書上浄水場
- スマーク伊勢崎（ショッピングモール）
- カリビアンビーチ
- 深谷倉庫株式会社 伊勢崎インター倉庫
- セブンイレブン伊勢崎三和町店
- プラス株式会社 JTX東日本家具センター

## 道路
- E50 北関東自動車道（3番）

## 接続する道路
- 直接接続
  - 国道17号（上武道路）

## 料金所
- ブース数：8

### 入口
- ブース数：3
  - ETC専用：1
  - ETC・一般：1
  - 一般：1

### 出口
- ブース数：5
  - ETC専用：2
  - ETC・一般：1
  - 一般：2

## 隣
E50 北関東自動車道
(2)駒形IC - (2-1)波志江PA/SIC - (3)伊勢崎IC - (4)太田藪塚IC